# Ste-Croix (La Baume-de-Transit)

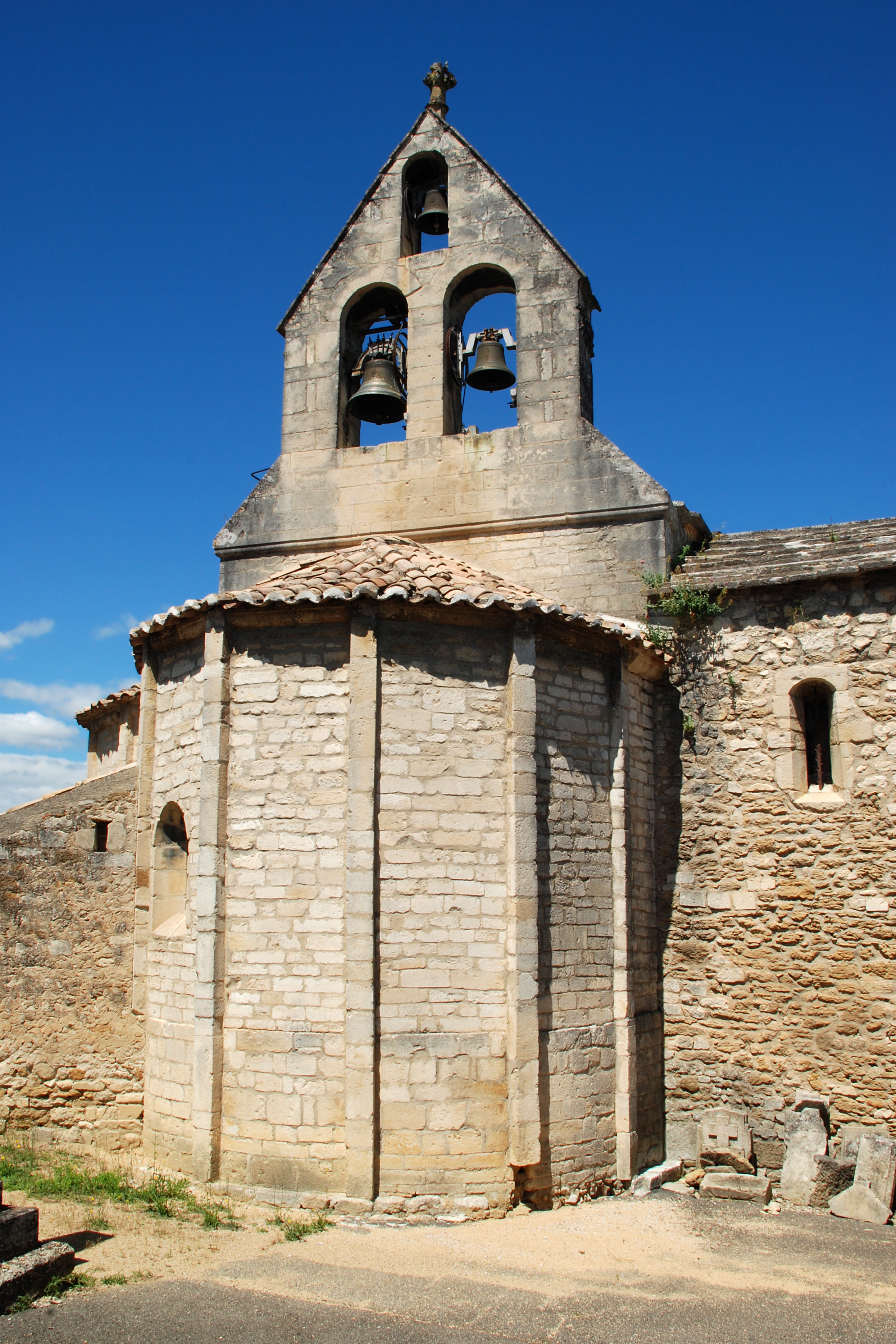
Apsis und Glockengiebel von Sainte-Croix

Die katholische Kirche Ste-Croix in La Baume-de-Transit, einer französischen Gemeinde im Département Drôme in der Region Auvergne-Rhône-Alpes, wurde ursprünglich im 12. Jahrhundert errichtet. Die Kirche inmitten des Friedhofs ist seit 1908 ein geschütztes Baudenkmal (Monument historique).

## Architektur
Die Kirche, dem Heiligen Grab geweiht, wurde um 1668 wesentlich umgebaut. Die zerstörte Nordapsis wurde durch ein dreischiffiges Langhaus ersetzt und der Hauptaltar in der romanischen Südapsis aufgestellt. Auf dem Dach der Kirche sitzt ein Glockengiebel mit drei Glocken.